# Березюк, Олег Романович
Оле́г Рома́нович Березю́к (укр. Олег Романович Березюк; род. 8 октября 1969, Львов) — украинский психолог, народный депутат Верховной рады Украины VIII созыва от партии «Самопомощь». Руководитель фракции в Верховной раде Украины.

## Биография
В 1986—1988 годах учился и окончил с отличием Львовское базовое медицинское училище. В 1988 году поступил на лечебный факультет Львовского медицинского института, который окончил с отличием в 1999 году. В 1991—1996 годах учился в США, где окончил с отличием и золотой наградой Иллинойсский университет в Чикаго по специальностям биология и психология.
Член Украинского союза психотерапевтов, с 2000 года — ассистент кафедры психиатрии и психотерапии ЛНМУ им. Даниила Галицкого, психотерапевт-психоаналитик. С декабря 1996 по май 2006 года — автор и ведущий дискуссионно-психологической программы «Давайте поговорим» на Lux FM. С сентября 2006 по ноябрь 2014 работал во Львовском горсовете. С сентября 2012 года работал директором департамента гуманитарной политики Львовского горсовета и и. о. заместителя городского головы Львова по гуманитарным вопросам.

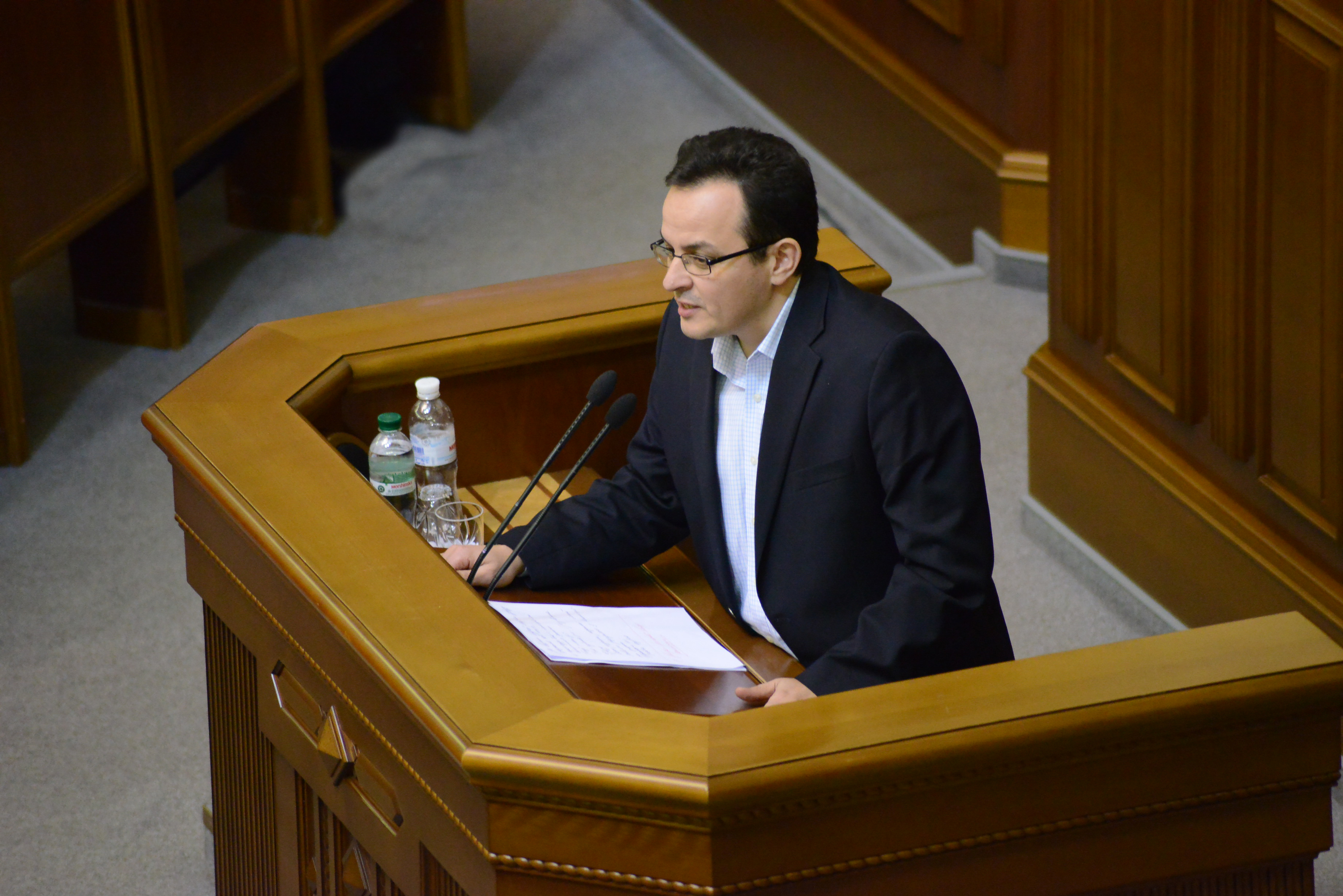
Березюк во время выступления в Верховной Раде Украины в 2015 году

На парламентских выборах 2014 года баллотировался в Верховную Раду от партии «Самопомощь», в избирательном списке занял 28 место. В ходе предвыборной кампании консультировал свою политическую силу. Стал руководителем фракции в Верховной раде нового созыва.
1 ноября 2018 года были введены российские санкции против 322 граждан Украины, включая Олега Березюка.

## Личная жизнь
- Жена — Ульяна Криницкая-Березюк (род. 1975)
  - Даниил (род. 2000)
  - Лев (род. 2008)